# Canthidium auricolle
Canthidium auricolle är en skalbaggsart som beskrevs av Edgar von Harold 1867. Canthidium auricolle ingår i släktet Canthidium och familjen bladhorningar. Inga underarter finns listade.